# تويد

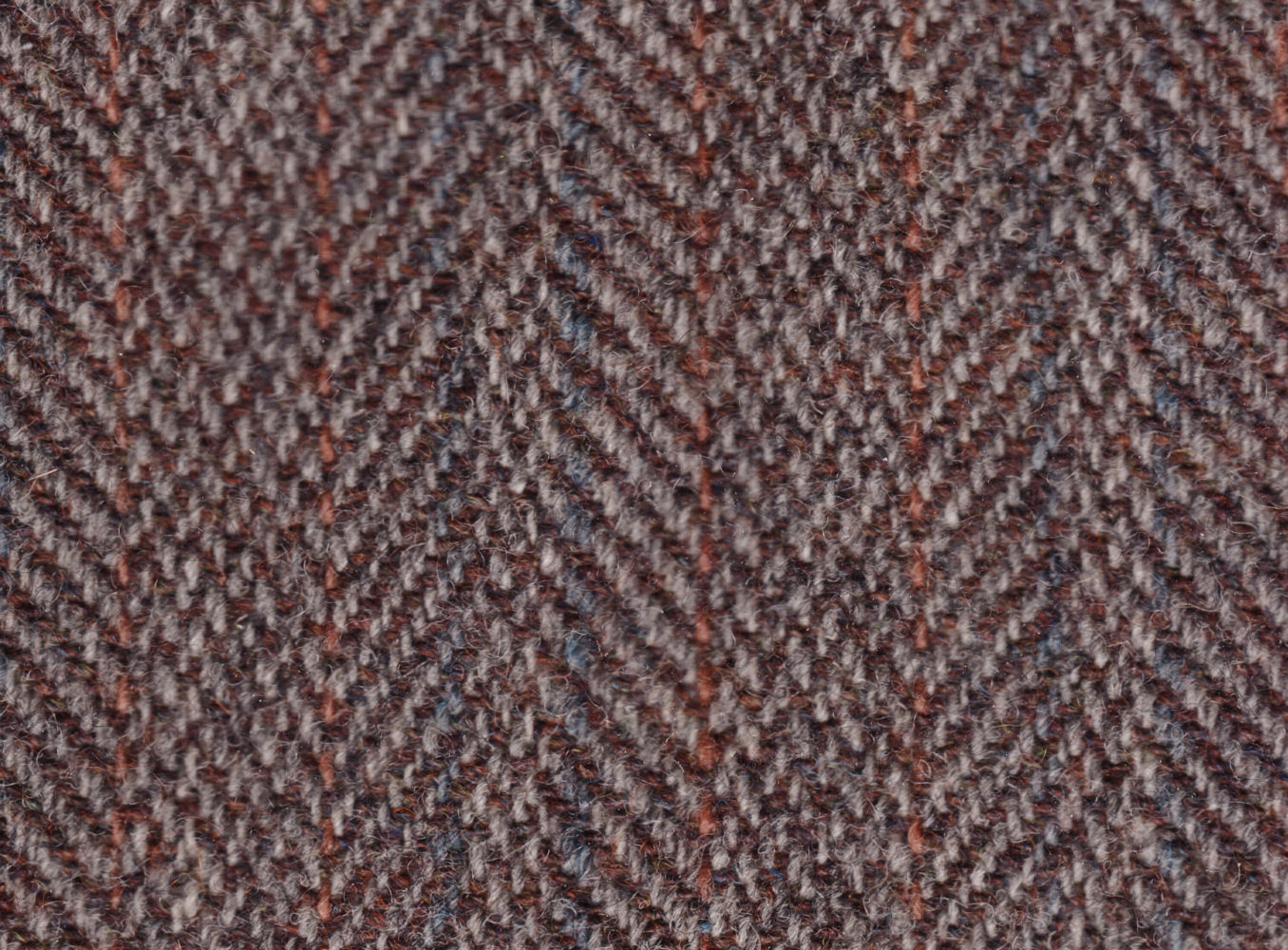
تويد هاريس من نسيج مبرد من أواسط القرن العشرين.

التَّوِيد هو نسيج صوفي خام غير مكتمل لين الملمس والبنية يشبه الشفيوت أو النسيج الصوفي ولكن منسوج بشكل أوثق. يصنع من نسيج عادي أو من النسيج المبرد بنمط ذو ترابيع أو نمط متعرجة. يمكن أن يصبغ بألوان مختلفة وذلك بلوي خيوط الصوف الملون في بكرة واحدة.